# The Attic
El reverso oscuro de Emma Callan (The Attic en su título original) es un largometraje del género terrorífico dirigido por Mary Lambert en 2008.

## Argumento
Emma (Elisabeth Moss) siente una fuerte aversión hacia la nueva casa de su familia, especialmente el ático. Después de mudarse, se vuelve miserable y solitaria. El resto de su familia también parece infeliz e inquieto. La situación empeora un día cuando Emma está sola en el ático. De repente, alguien que se parece exactamente a Emma la ataca brutalmente.
Emma está convencida de que algo o alguien la persigue y se niega a salir de su casa hasta que pueda armar el rompecabezas, con la ayuda de John Trevor (Jason Lewis), un comprensivo detective. Finalmente, Emma sospecha que sus padres esconden en el armario esqueletos del pasado de la familia y practican rituales mágicos utilizando símbolos Wicca aparentemente robados del satanismo. A medida que las pistas se acumulan, descubre que una vez tuvo una hermana llamada Beth (Lynn Marie Stetson), que murió doce días después del nacimiento de Emma. Emma se da cuenta de que esta aparición idéntica puede ser en realidad Beth regresando a la vida.
Emma ve a Beth matar a su hermano y la policía sospecha que en realidad fue Emma. John Trevor viene al rescate cuando Beth intenta estrangular a Emma hasta matarla y la deja con un arma. Ella sospecha que su padre fue el culpable y asesina a ambos padres. Cuando llega la policía, Emma amenaza a "John Trevor", que ahora dice ser paramédico, con el arma que él le dio. Mientras apunta con el arma a Trevor, en realidad se está apuntando a sí misma y, cuando aprieta el gatillo, se suicida.
Más tarde, la policía discute el incidente y el ex psicólogo de Emma explica que Beth y Trevor solo estaban en su mente. Otro oficial menciona que la anterior dueña de la casa, Ava Strauss (Alexandra Daddario), murió misteriosamente. El psicólogo dice que las casas no matan a las personas, pero en este caso sí. La película termina cuando una nueva familia busca comprar la casa. Mientras una niña de la edad de Emma explora el ático, "John Trevor", ahora un agente de bienes raíces llamado Ron, aparece detrás de ella y dice que se verán mucho.

## Reparto
- Elisabeth Moss (Emma Callan)
- Jason Lewis (John Trevor)
- Tom Malloy (Frankie Callan)
- John Savage (Graham Callan)
- Catherine Mary Stewart (Kim Callan)
- Thomas Jay Ryan (Dr. Perry)
- Alexandra Daddario (Ava Strauss)
- Gil Deebre (Detective Carter)
- Nick Gregory (Detective)
- Sarah Maraffino (Voz del demonio)
- Clark Middleton (Dr. Cofi)
- Lynne Marie Stetson (Beth)
- Russell Terlecki (Paramédico)
- Tara Thompson (Allison)

## Comentario
El reverso oscuro de Emma Callan es una producción de New Films International, y fue realizada por Mary Lambert, exitosa realizadora de videoclips, especializada en el género terrorífico al acceder al campo del largometraje, con títulos como El cementerio viviente. Se rodó íntegramente en un reducido número de localizaciones en el estado de Nueva Jersey.

## Estreno
- Alemania: 8 de febrero de 2007 (European Film Market)
- Grecia: 7 de enero de 2008 (En DVD)
- Estados Unidos: 15 de enero de 2008
- Argentina: 12 de septiembre de 2008 (En TV por cable)
- Holanda: 17 de marzo de 2009 (En DVD)
- España: Ha sido emitida en la TV por cable, a través de los canales teuve.

- En los créditos de la película consta 2006 como fecha de producción.

## Títulos
- Alemania: Evil Twin (DVD)
- Argentina: El ático (TV por cable)
- España: El reverso oscuro de Emma Callan (TV por cable)
- Estados Unidos: The Attic
- Grecia: To pnerima sti sofita (DVD)

## Calificaciones
- Alemania: 16
- Australia: MA
- Estados Unidos: Restricted
- Holanda: 16